# Storia del Ballspielverein Borussia 09 Dortmund
Questa pagina tratta la storia del Ballspielverein Borussia 09 Dortmund.

## Dalla fondazione alla seconda guerra mondiale

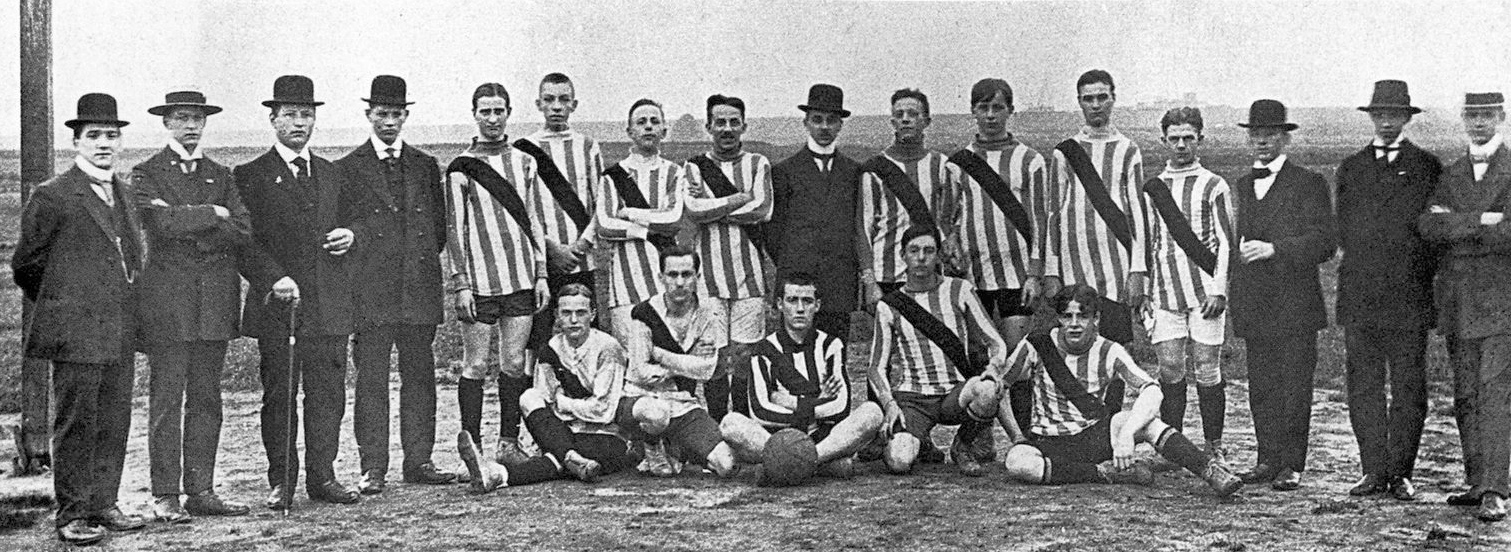
I calciatori del Borussia Dortmund nel 1913, con indosso la prima casacca: bianca-blu, con una cintura rossa in diagonale.

La storia del Borussia Dortmund inizia il 19 dicembre 1909, quando un nugolo di giovani decide di dare vita ad un nuovo club; i fondatori sono Franz e Paul Braun, Henry Cleve, Hans Debest, Paul Dziendzielle, Franz, Julius e Wilhelm Jacobi, Hans Kahn, Gustav Müller, Franz Risse, Fritz Schulte, Hans Siebold, August Tönnesmann, Heinrich e Robert Unger, Fritz Weber e Franz Wendt. Siccome provengono tutti dalla Dreifaltigkeits-Jugend, la squadra della locale parrocchia, il loro atto viene giudicato da molti come ribelle. Non ha, però, successo il tentativo di Padre Dewald di bloccare l'incontro organizzativo che si sta svolgendo in un ristorante a nord-est della città, lo Zum Wildschütz. Il nuovo club viene così fondato col nome Borussia: si tratta del nome latino della Prussia, che viene scelto prima di tutto in riferimento a un omonimo birrificio situato lungo Steiger Strasse.
Inizialmente la squadra scende in campo con una casacca a strisce blu e bianche con una cintura rossa in diagonale. Nel 1912 la società si fonde con altre tre e dal 14 febbraio 2013 in avanti i colori della maglia diventano quelli usati tuttora: il giallo e il nero, che sono anche gli stessi della città di Dortmund.

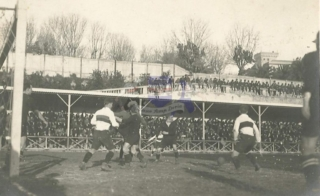
Il Borussia Dortmund in campo contro la Sampierdarenese durante una tournée in Italia, nel 1922.

Il Borussia inizia a giocare nelle divisioni locali con risultati modesti, e nel 1926 si trasferisce nel primo storico stadio, il Weisse Wiese. Sono però proprio le spese per ammodernare questo impianto a portare il club sull'orlo del fallimento nel 1929: la sopravvivenza finanziaria è però garantita dell'ex presidente Heinz Schwaben, che si fa carico personalmente del debito.
Nel 1933 in Germania si assiste all'ascesa del nazismo: il regime riforma subito il campionato secondo i propri scopi, e contemporaneamente esercita pressioni sul club, che portano presto all'allontanamento del presidente Egon Pentrup. È degna di nota la prima convocazione in nazionale di un giocatore giallonero, August Lenz, che il 28 aprile 1935 scende in campo contro il Belgio segnando anche due gol. Sempre in questo periodo il Borussia inizia a giocare allo stadio Rote Erde ("stadio Terra rossa"), poco dopo essere stato promosso nella Gauliga Westfalen, una delle massime divisioni locali del periodo. Qui il club milita fino alla fine della seconda guerra mondiale, ma senza molto successo: tutte le edizioni di questo campionato sono infatti vinte dallo Schalke 04, comunque una delle migliori squadre del tempo. I nero-gialli si devono così accontentare di due secondi posti, che sono ottenuti nel 1938 e nel 1942; questi non consentono però l'accesso alla fase nazionale.

## Gli anni in Oberliga e i primi successi
Nel dopoguerra Dortmund diventa parte della Germania Ovest. Qui vengono create cinque massime divisioni locali, e solo le prime due squadre di ciascuna accedono alla fase nazionale. Il Borussia gioca in uno di questi campionati, l'Oberliga West, che vince per tre volte di seguito a partire nel 1948. Nel 1949 il club giunge anche alla finale nazionale, tuttavia il titolo viene vinto dal Mannheim.
Intanto però sono arrivati in squadra giocatori importanti: la porta è infatti difesa dal neo campione del mondo Heinz Kwiatkowski, mentre l'attacco è guidato dai tre Alfred, Preißler, Kelbassa e Niepieklo. I primi successi importanti non tardano quindi a venire: dopo aver conquistato l'Oberliga West anche nel 1956 e nel 1957 il Borussia, guidato da Helmut Schneider, raggiunge la finale nazionale in entrambe queste occasioni, e qui batte prima il Karlsruhe, poi l'Amburgo. Questi titoli garantiscono altrettante partecipazioni alla Coppa dei Campioni, e i tedeschi raggiungono come miglior risultato i quarti nell'edizione 1957-1958, dove sono eliminati dal Milan poi finalista.
In seguito il Borussia non vince più l'Oberliga West, fermandosi così a sei successi totali. Ottiene però due secondi posto in questo campionato, e quindi altrettante partecipazioni alla fase nazionale. Qui il cammino è di tutto rispetto: se i nero-gialli sono sconfitti in finale nel 1961 dal Norimberga, nel 1963 battono il Colonia e conquistano il loro terzo titolo. La squadra, che ha Hermann Eppenhoff in panchina, sfiora nella stessa stagione il double raggiungendo anche la finale della DFB-Pokal: il trofeo viene però sollevato dall'Amburgo.

### I primi anni in Bundesliga e la Coppa delle Coppe
Nell'agosto 1963 la formula del campionato tedesco cambia: nasce infatti la Bundesliga, un unico girone all'italiana che raccoglie le migliori squadre della nazione. Tra queste c'è ovviamente il Borussia fresco campione, che però esordisce perdendo 3-2 contro il Werder Brema; è tuttavia il nero-giallo Timo Konietzka a realizzare il primo gol del torneo, dopo meno di un minuto dall'inizio dell'incontro. In questa stagione la squadra è protagonista anche nella Coppa dei Campioni: qui, dopo aver eliminato una delle migliori squadre di questo periodo, il Benfica di Eusébio, viene fermata in semifinale dai futuri campioni dell'Inter. Il Borussia conquista poi nella stagione successiva la prima DFB-Pokal, in seguito alla vittoria in finale contro l'Alemannia Aquisgrana.

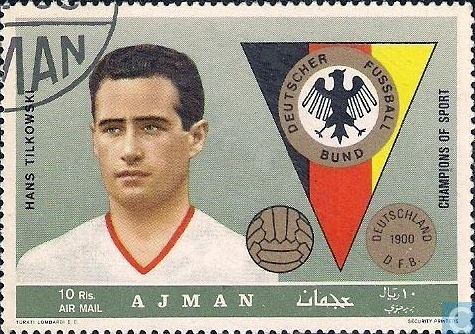
Francobollo del 1969 su cui è ritratto il portiere Hans Tilkowski.

La squadra partecipa così alla Coppa delle Coppe 1965-1966, e intanto Hans Tilkowski è stato eletto calciatore dell'anno in Germania. Nella manifestazione continentale i tedeschi eliminano in semifinale i campioni in carica del West Ham Utd, e il 5 maggio 1966 giocano a Glasgow la partita decisiva contro il Liverpool; questa viene vinta 2-1 ai tempi supplementari grazie alle reti segnate da Sigfried Held e Reinhard Libuda, e in questo modo la squadra di Willi Multhaup è la prima a portare in Germania un trofeo internazionale. Parte del merito va sicuramente a Lothar Emmerich, che si laurea capocannoniere segnando il più alto numero di gol di sempre in un'edizione di Coppa delle Coppe, quattordici. Il giocatore è il miglior marcatore anche in campionato; qui i nero-gialli perdono quattro delle ultime cinque partite e si classificano al secondo posto, tre punti sotto al Monaco 1860 dell'ex Konietzka. Arriva anche un terzo posto nel campionato 1966-1967, e anche in questo caso sono decisivi i gol di Emmerich, il miglior marcatore del torneo.

## Dalla retrocessione agli anni 1980
Il Borussia ottiene un quinto posto tre anni dopo, ma spesso finisce nella parte bassa della graduatoria. La squadra retrocede in Regionalliga al termine della stagione 1971-1972, e rimane al secondo livello per quattro anni. Però, proprio in questo periodo si trasferisce nel più capiente Westfalenstadion, impianto che è stato costruito per ospitare alcune partite del Mondiale 1974.
I nero-gialli vengono promossi al termine della Zweite Bundesliga 1975-1976, dopo aver vinto il play-off contro il Norimberga. Gli anni immediatamente successivi al ritorno in massima divisione non sono però particolarmente felici: la squadra si classifica sempre nella metà inferiore della graduatoria, inoltre subisce nell'ultima giornata del campionato 1977-1978 la più pesante sconfitta nella storia del torneo, un 12-0 contro il Borussia Mönchengladbach; questo risultato costa il posto a Otto Rehhagel.

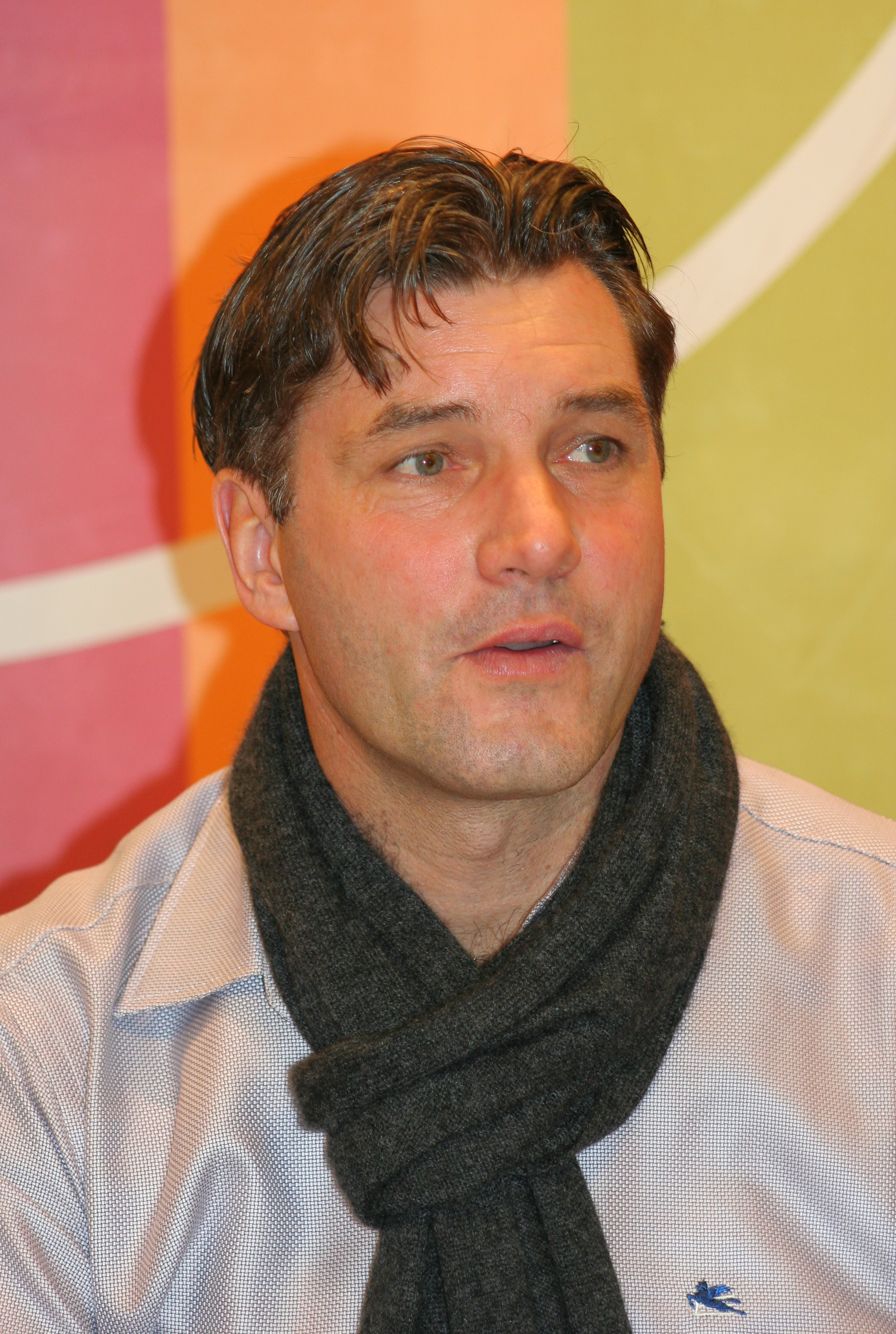
Michael Zorc, il giocatore con più presenze con la maglia del Borussia Dortmund, in un'immagine del 2009.

Per la stagione 1979-1980 la dirigenza ingaggia uno degli allenatori tedeschi più vincenti dell'ultimo decennio, Udo Lattek. In campionato il Borussia parte subito bene, arrivando anche ad occupare la prima posizione verso la metà del girone di andata, ma finisce al sesto posto, un solo punto sotto la zona UEFA. In questo periodo giocano in squadra Eike Immel e Miroslav Votava, che diventano campioni d'Europa con la Nazionale, e Manfred Burgsmüller, uno dei più prolifici calciatori nella storia del club. È anche grazie a loro che l'accesso alle competizioni europee non sfugge due anni dopo, quando in panchina c'è Branko Zebec; il cammino nella Coppa UEFA 1982-1983 termina tuttavia nel primo turno, dopo aver incontrato i Rangers.
Il Borussia accusa però presto un nuovo calo: il picco negativo viene raggiunto al termine del campionato 1985-1986, quando per conquistare la salvezza è necessario battere il Fortuna Colonia nello spareggio promozione/retrocessione. Ad ogni modo già l'anno successivo i nero-gialli sono quarti, e possono così tornare in Coppa UEFA. In questa manifestazione i tedeschi incontrano negli ottavi il Club Bruges, che viene sconfitto 3-0 nella partita di andata ma ribalta la situazione vincendo 5-0 nel ritorno; questa è ancor oggi la peggior sconfitta in campo europeo

## Gli anni d'oro e la vittoria della UEFA Champions League (1989-2002)
Il Borussia Dortmund, guidato ora da Horst Köppel, vince la seconda coppa nazionale nel 1989, dopo aver battuto per 4-1 il Werder Brema nella finale. Questo trofeo viene sollevato a ventitré anni di distanza dall'ultimo, la Coppa delle Coppe, ed è seguito nella stagione successiva dalla Supercoppa di Germania. Poco dopo i tedeschi sono però eliminati negli ottavi della Coppa delle Coppe dai futuri campioni della Sampdoria.

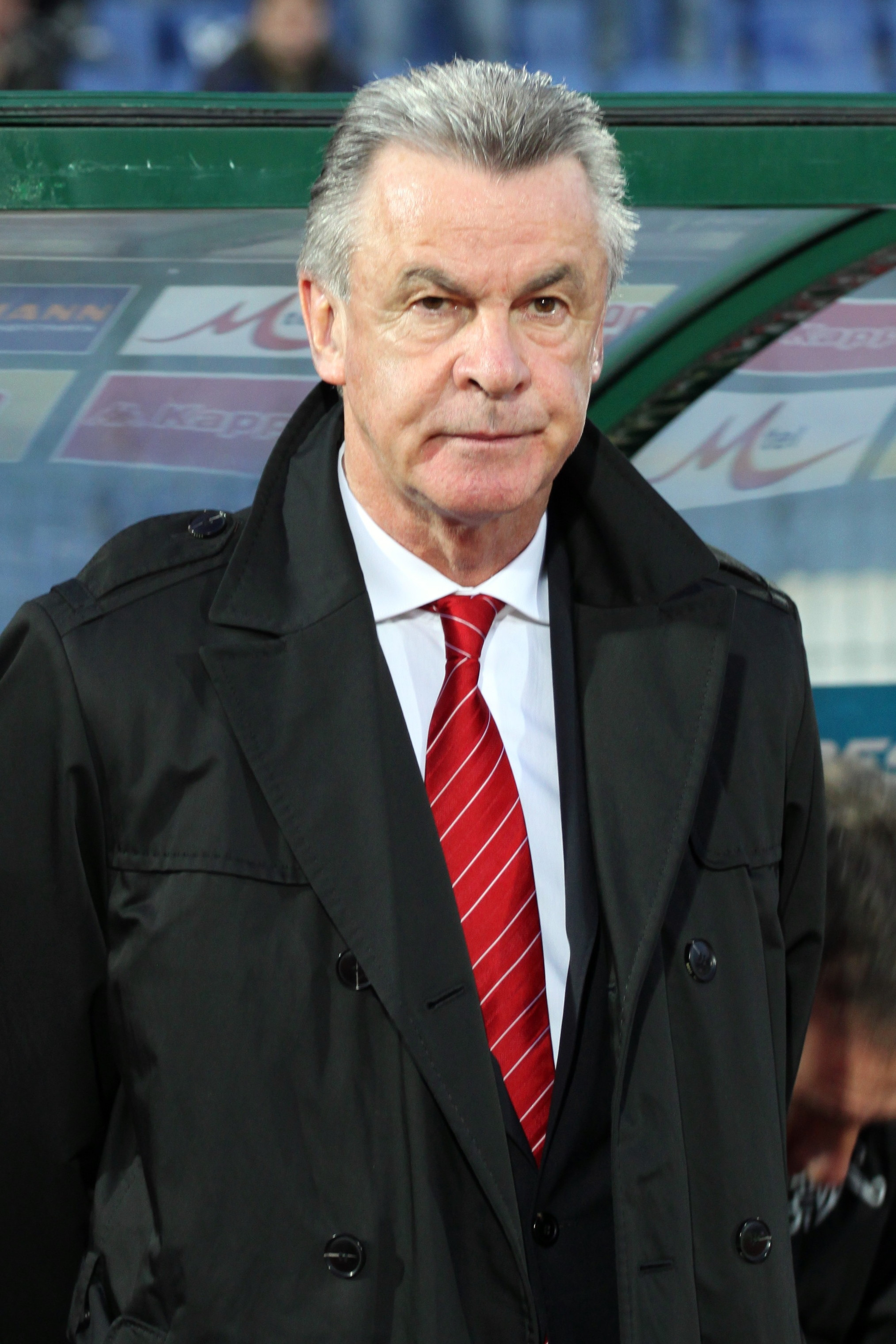
Ottmar Hitzfeld.

Un cambiamento si profila comunque al termine della stagione 1990-1991: il club finisce decimo in campionato, e alla guida della squadra subentra Ottmar Hitzfeld. Già nella prima stagione i nero-gialli comandano la classifica nella prima metà del girone di ritorno, ed hanno anche la possibilità di vincere il titolo nell'ultima giornata; arrivano però secondi a causa della peggior differenza reti nei confronti degli avversari. Nella stagione successiva il Borussia è invece protagonista di una buona prova nella Coppa UEFA 1992-1993, dove elimina anche la Roma nei quarti prima di raggiungere in seguito la finale. Qui subisce però il peggior passivo di sempre nell'ultimo atto di questa manifestazione, un pesante 6-1 complessivo contro la Juventus.
Questo però è solo l'inizio: la società ingaggia ora giocatori di primo piano, tra i quali Matthias Sammer, e nel 1995 conquista anche il quarto titolo in Bundesliga. Il club ha la certezza di conquistarlo solo nell'ultima giornata del campionato 1994-1995: in questo torneo infatti i nero-gialli rimangono a lungo in testa alla classifica, tuttavia sono tallonati fino alla fine dal Werder Brema. È invece più netta la vittoria del quinto titolo l'anno successivo, e intanto i tedeschi raggiungono la semifinale nella Coppa UEFA 1994-1995, dove incrociano nuovamente la Juventus, e i quarti nella UEFA Champions League 1995-1996, dove sono sconfitti dai futuri vice-campioni dell'Ajax; a fine anno comunque Sammer vince il Pallone d'oro.

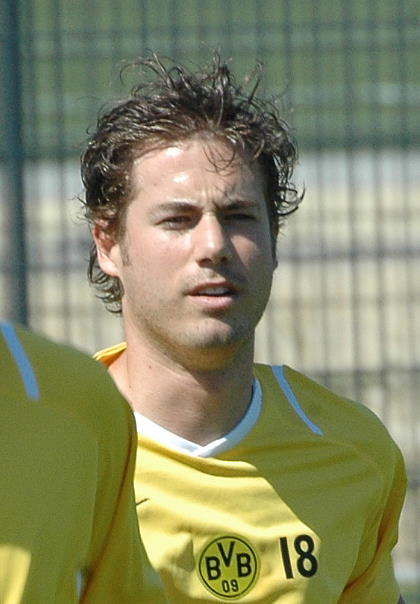
Lars Ricken.

Il Borussia ottiene però il primo grande successo internazionale vincendo la UEFA Champions League 1996-1997. In questa manifestazione i tedeschi hanno anche la meglio sui campioni inglesi del Manchester United prima di arrivare alla finale, che si tiene a Monaco di Baviera. Qui trovano nuovamente la Juventus, che è detentrice del trofeo ed è anche favorita dai pronostici. I bianconeri sono tuttavia battuti 3-1 grazie alla doppietta nel primo tempo di Karl-Heinz Riedle ed al più veloce gol realizzato in una finale di Champions, quello dal ventenne Lars Ricken: costui entra in campo per sostituire Stéphane Chapuisat e segna undici secondi dopo.
Dopo la conquista del prestigioso trofeo, però, Hitzfeld lascia. La squadra viene affidata a Nevio Scala, e intanto Jürgen Kohler viene nominato calciatore dell'anno. In questa stagione i Campioni d'Europa perdono la doppia sfida col Barcellona valida per la Supercoppa UEFA, e finiscono solo decimi in campionato, tuttavia sono protagonisti di una buona prova nella Champions League: inizialmente vincono un gruppo contenente anche il Parma e raggiungono in seguito la semifinale, dove sono eliminati dai futuri campioni del Real Madrid. Ad ogni modo questa stagione sarà ricordata principalmente per la vittoria della Coppa Intercontinentale: a Tokyo i tedeschi sconfiggono infatti 2-0 il Cruzeiro grazie alle reti di Michael Zorc e Heiko Herrlich; i nero-gialli diventano così Campioni del Mondo.

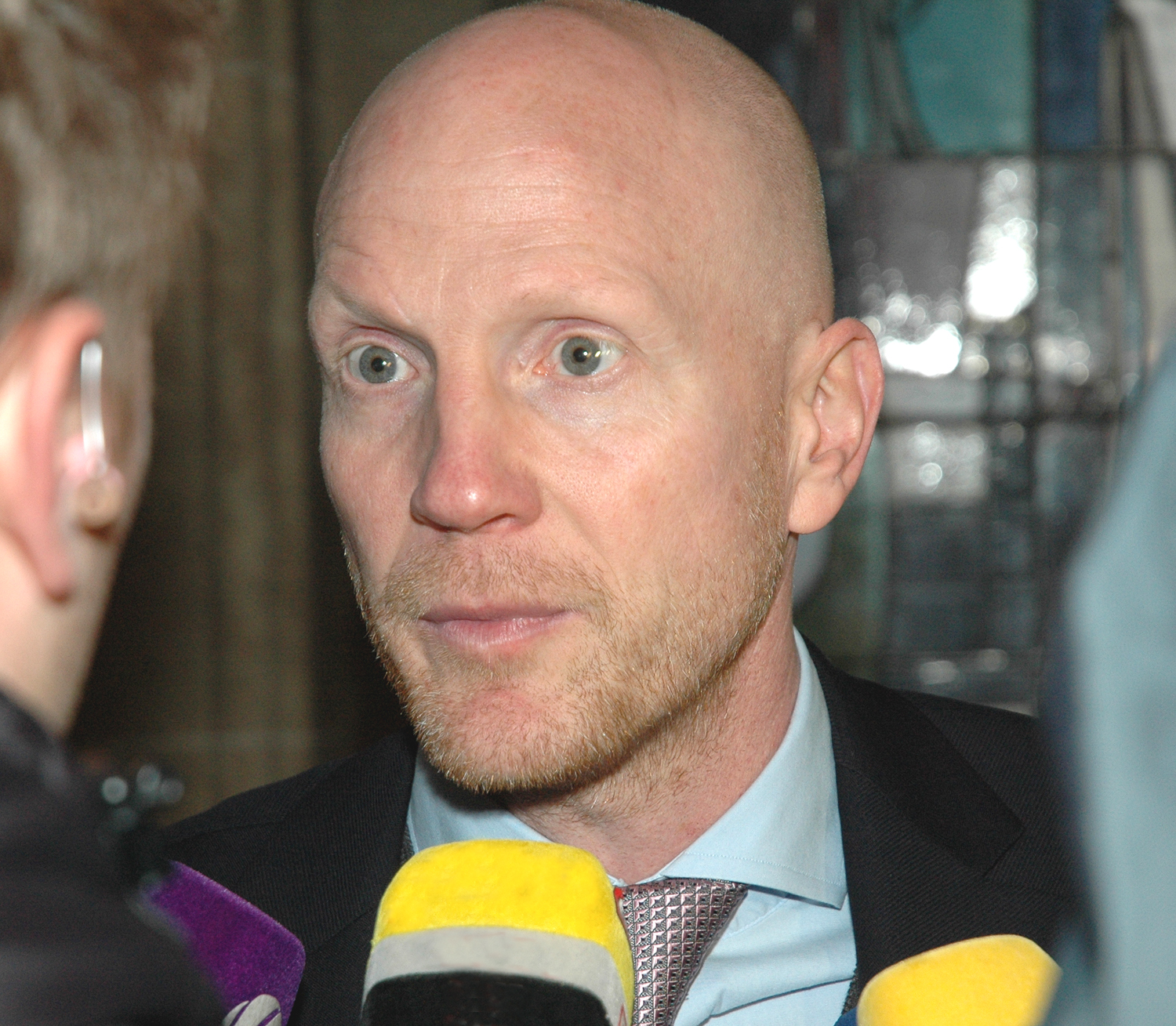
Il Pallone d'oro 1996 Matthias Sammer, capace di vincere il campionato sia come giocatore che come allenatore.

Scala lascia però il club dopo una sola stagione, in anticipo rispetto alla naturale scadenza del contratto, e viene sostituito da Michael Skibbe. Il nuovo allenatore ottiene un quarto posto in campionato ma l'avventura nella Champions League 1999-2000 è breve, con la squadra che arriva terza nel girone e viene retrocessa ai sedicesimi di Coppa UEFA; battuti i Rangers, i tedeschi si arrendono agli ottavi contro il Galatasaray; inoltre, il tecnico non termina la stagione.
Nell'estate 2000 la dirigenza assume quindi Matthias Sammer. L'ex giocatore conduce i nero-gialli al terzo posto in Bundesliga nel primo anno, e alla conquista del sesto titolo l'anno successivo: in questa stagione la vittoria arriva dopo un'insperata rimonta ai danni del Bayer Leverkusen: i rossoneri hanno cinque punti di vantaggio a sole tre giornate dal termine ma finiscono un punto indietro; in compenso Márcio Amoroso diventa capocannoniere.
Intanto il Borussia è protagonista anche in campo continentale: infatti, pur non riuscendo a passare la fase a gruppi della Champions League arriva alla finale della Coppa UEFA. In questa manifestazione sconfigge per 4-0 il Milan nell'andata della semifinale e si qualifica in seguito per l'ultimo atto, che è tuttavia vinto dal Feyenoord: gli olandesi hanno comunque la fortuna di giocare nel proprio stadio. Nella stagione successiva i nero-gialli arrivano alla seconda fase a gruppi alla Champions League, classificandosi terzi in un girone vinto dal Milan futuro vincitore del trofeo.

## Le difficoltà di inizio millennio (2002-2008)

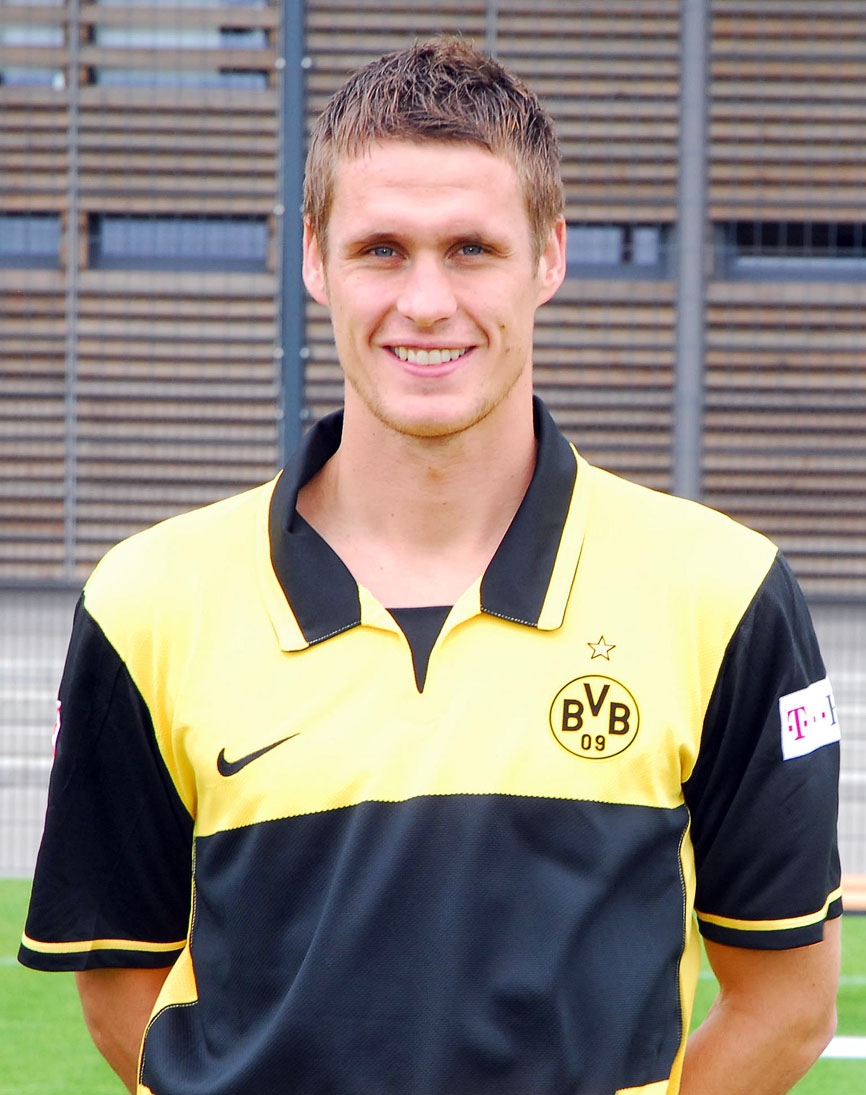
Sebastian Kehl, al Borussia Dortmund dal 2002 al 2015

Intanto però il club si ritrova pesantemente indebitato a causa di una cattiva gestione societaria. Questa situazione viene ulteriormente aggravata dalla mancata partecipazione alla UEFA Champions League 2003-2004: i tedeschi sono infatti eliminati nel terzo turno preliminare dal Club Bruges. La situazione peggiora nel 2005, quando il club viene salvato del fallimento grazie dall'ingresso di nuovi sponsor; tra questi figura Signal Iduna, che dà il proprio nome allo stadio.
Sul campo però il Borussia, che ha in Alexander Frei, Christoph Metzelder, Sebastian Kehl e Roman Weidenfeller i suoi giocatori più rappresentativi, si classifica al settimo posto nella Bundesliga 2005-2006, ma arriva a sfiorare la retrocessione in Zweite Bundesliga nella stagione successiva, dove, pur condotti al nono posto finale dal neo-assunto Thomas Doll, arrivano penultimi alla ventisettesima giornata.
La squadra si classifica tredicesima nella Bundesliga 2007-2008, ma a questo peggioramento in campionato fa da contraltare il raggiungimento della finale della DFB-Pokal. Anche se il trofeo viene vinto dal Bayern Monaco, il Borussia partecipa comunque alla Coppa UEFA 2008-2009, dove è però eliminato dall'Udinese nel primo turno.

## La rinascita e il ritorno al vertice (2008-oggi)

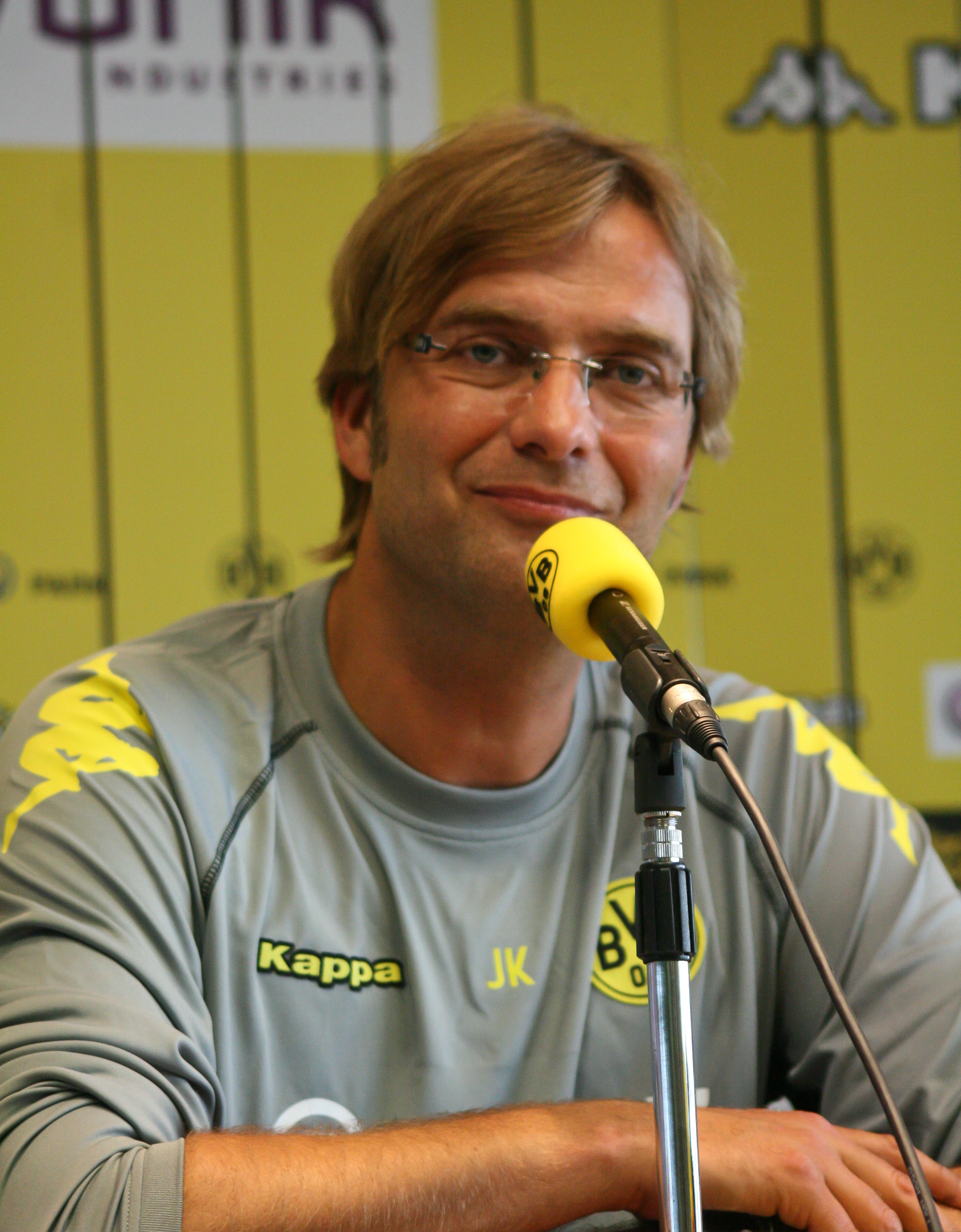
Jürgen Klopp nel 2010

Nell'estate 2008 la dirigenza ingaggia Jürgen Klopp alla guida della squadra, e il Borussia comincia a risalire posizioni in classifica: conclude infatti la Bundesliga al sesto posto, ma con il rammarico di aver perso all'ultima giornata la qualificazione all'Europa League. Questa arriva al termine del campionato successivo, tuttavia ora a sfuggire ai nero-gialli è la partecipazione alla più quotata Champions League.

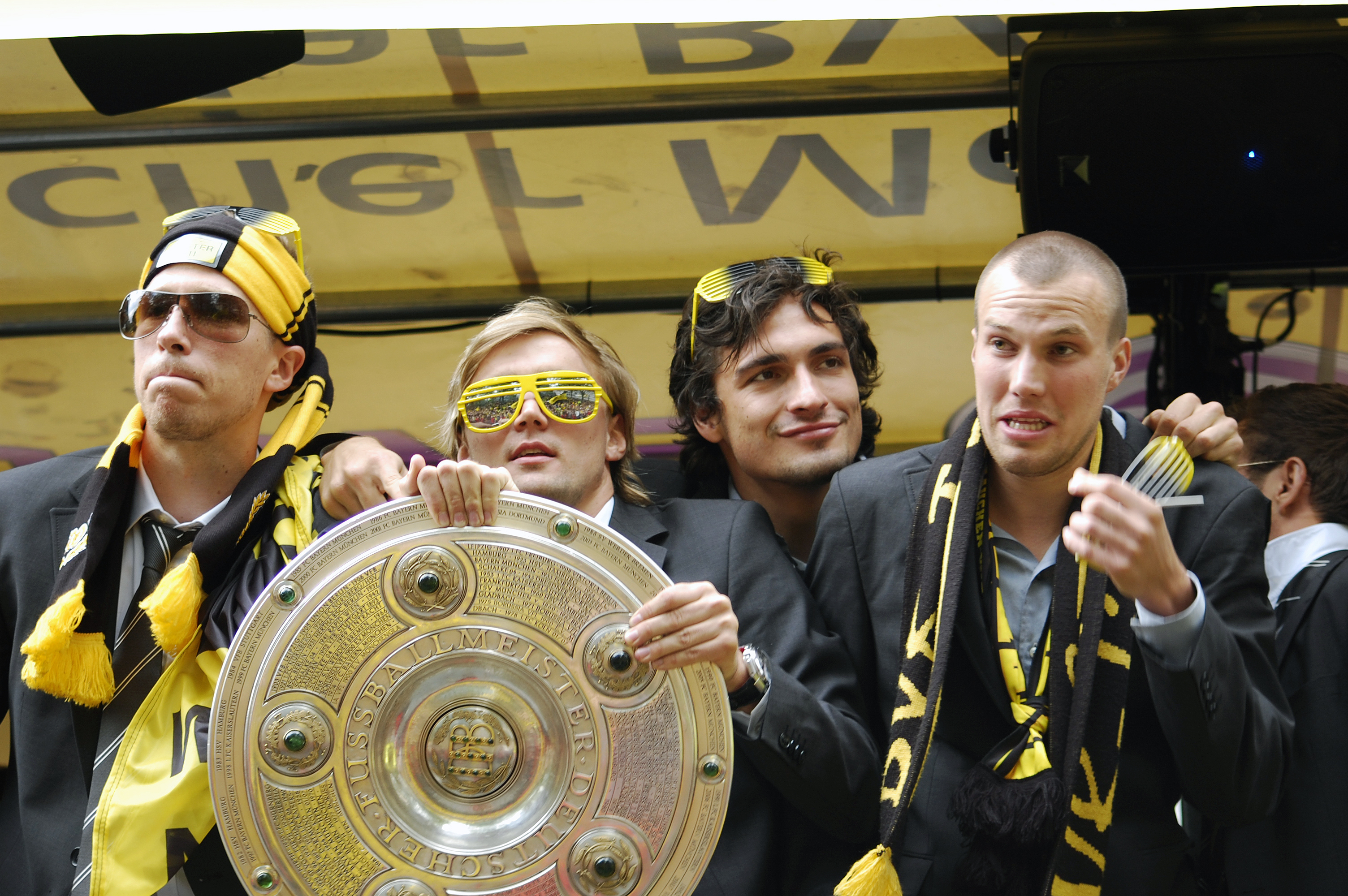
I giocatori del Borussia Dortmund festeggiano per la vittoria della Bundesliga nel 2011

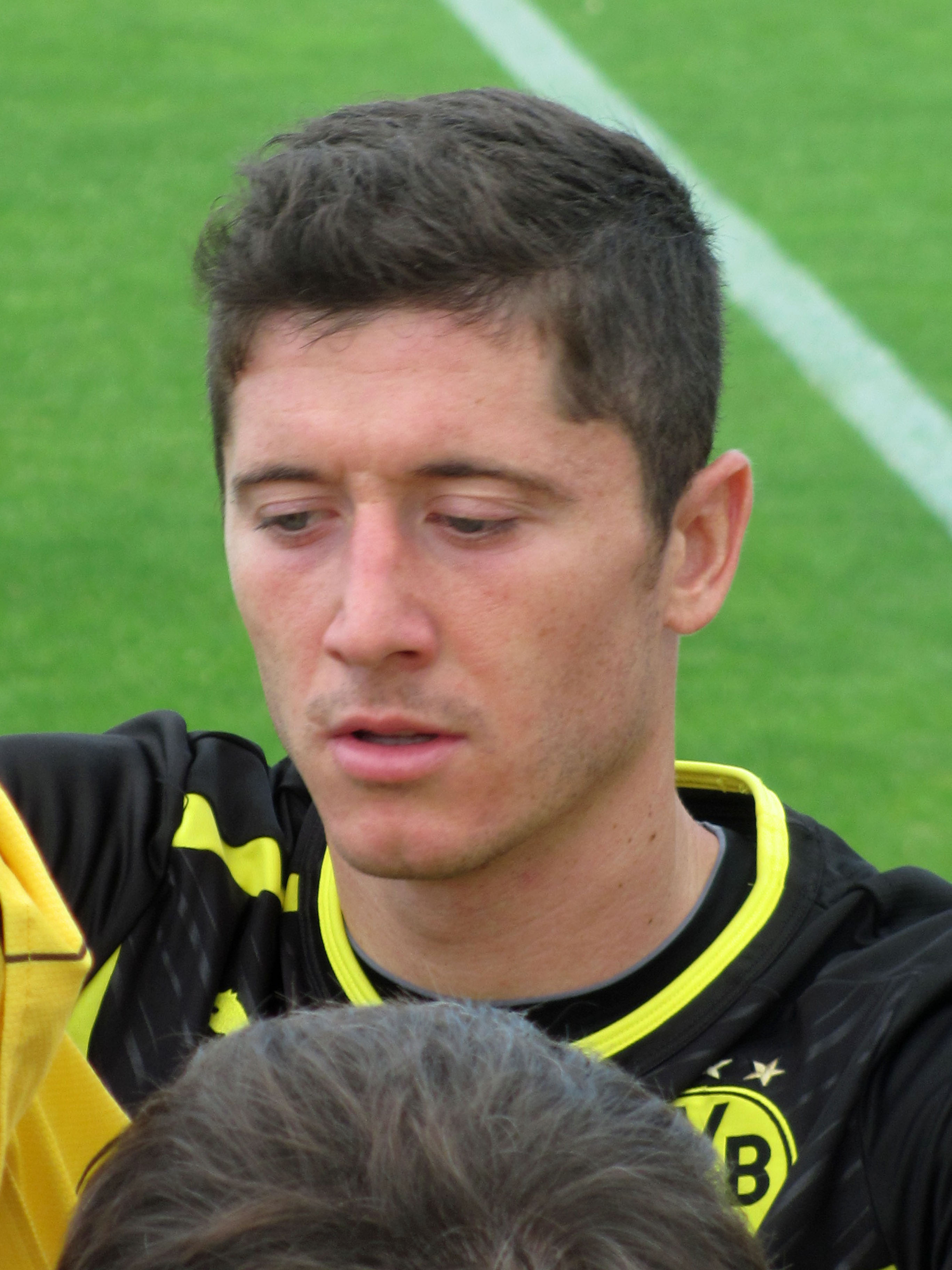
Robert Lewandowski, uno dei leader del Borussia Dortmund dei primi anni duemiladieci.

Intanto sono arrivati in prima squadra Robert Lewandowski, Shinji Kagawa, Mats Hummels e Mario Götze, e il Borussia Dortmund torna a vincere il campionato dopo nove anni. Se i nero-gialli iniziano perdendo in casa contro il Bayer Leverkusen ottengono però quattordici vittorie ed un solo pareggio nelle successive gare. Si laureano quindi campioni d'inverno con un margine di dieci punti sulle inseguitrici, e nel girone di ritorno mantengono il consistente vantaggio: alla fine sono sette i punti di vantaggio sul Bayer Leverkusen secondo, e arriva così il settimo titolo. Anche la stagione successiva inizia con una sconfitta, rimediata ai rigori contro lo Schalke 04 nel derby valido per la Supercoppa di Germania. Comincia poi la Bundesliga, ma dopo sei partite il Borussia ha già subito tre sconfitte, e si trova in undicesima posizione.
La squadra di Klopp si riprende comunque presto: da qui alla fine del campionato concede solo cinque pareggi, e vince tutte le altre partite. La vetta viene conquistata alla ventesima giornata e mantenuta sino alla fine, quando il Bayern Monaco viene distanziato di otto punti. Gli stessi bavaresi sono poi battuti nella finale della DFB-Pokal per 5-2, e in questo modo i nero-gialli centrano il double. La stagione 2012-2013, invece, sarà ricordata per l'ingresso di Puma, nuovo sponsor tecnico e principalmente per il cammino del Borussia nella Champions League: qui i tedeschi vincono un difficile girone iniziale, ed avanzano alla fase eliminatoria. Da menzionare è la vittoria sul Real Madrid in semifinale, che viene sconfitto per 4-1 nella gara di andata. Questo risultato spalanca di fatto le porte della finale, che si gioca a Londra. Qui per la prima volta nella storia della Champions League si affrontano due squadre teutoniche: l'avversario è infatti quel Bayern Monaco che in Germania è spesso il principale antagonista. La sfida viene vinta però per 2-1 dai bavaresi, che trionfano anche in campionato: i nero-gialli secondi sono infatti distanziati di ben venticinque punti.
Nelle due stagioni successive il Borussia perde prima Mario Götze poi Robert Lewandowski, entrambi accasatisi al Bayern e sostituiti con Henrix Mxit'aryan e Ciro Immobile. Se arrivano due Supercoppe di Germania, conquistate sempre battendo i bavaresi, il cammino nella Champions League si interrompe però precocemente: i tedeschi sono infatti eliminati prima nei quarti dell'edizione 2013-2014 per mano dei futuri campioni del Real Madrid, poi negli ottavi l'anno successivo dalla Juventus poi finalista. Diverso è il rendimento in Bundesliga: al secondo posto del 2013-2014 segue un campionato a tratti disastroso, in cui la squadra arriva all'inizio del girone di ritorno anche ad occupare l'ultima posizione. Nel 2014-2015 i gialloneri ottengono comunque un settimo posto finale, che tuttavia non è sufficiente per qualificarsi in Europa League. La qualificazione alla manifestazione arriva tramite la Coppa di Germania, la cui finale viene raggiunta per il secondo anno consecutivo, ma si conclude con un'altra sconfitta (3-1 contro il Wolfsburg) dopo quella patita nel 2014 (2-0 contro il Bayern dopo i tempi supplementari).
Il 15 aprile 2015 Klopp annuncia di voler lasciare a fine stagione la squadra, dopo sette anni di permanenza. La dirigenza nero-gialla solo quattro giorni più tardi rende noto di aver raggiunto un accordo per la successiva stagione con Thomas Tuchel. Il nuovo tecnico conduce il club giallonero al secondo posto in Bundesliga, ai quarti di finale di Europa League e alla finale, la terza consecutiva, della Coppa di Germania, persa ancora, stavolta ai rigori (4-3 dopo lo 0-0 dei 120 minuti) contro il Bayern. L'11 aprile 2017, prima della partita di andata dei quarti di finale di Champions League contro il Monaco a Dortmund, il pullman del Borussia viene colpito da tre esplosioni, che causano il ferimento, non grave, del calciatore Marc Bartra. La partita, disputata il giorno seguente, vede le tifoserie delle due squadre affratellate e unite nella condanna dell'attentato (i tifosi monegaschi rimasti in Germania sono stati in molti casi ospitati dai tifosi della squadra tedesca.
Il Borussia di Tuchel esce di scena in Champions League dopo due sconfitte (3-2 in casa e 3-1 allo Stade Louis II) e termina il campionato al terzo posto, alle spalle del Bayern e del sorprendente RB Lipsia. Si riscatta vincendo finalmente la sua quarta Coppa di Germania (2-1 in finale all'Eintracht Francoforte), dopo tre finali perse consecutivamente. Con questo successo si chiude la gestione di Tuchel.
Più difficile si rivela la stagione 2017-2018, iniziata con la sconfitta ai tiri di rigore nella partita di agosto valevole per la Supercoppa di Germania. L'annata è segnata da un cambio in panchina: il tecnico Peter Bosz è sostituito il 10 dicembre da Peter Stöger. La squadra delude in Champions League, dove totalizza due pari e quattro sconfitte in sei partite, uscendo dopo la fase a gironi. Retrocessa in Europa League, elimina a fatica l'Atalanta ai sedicesimi di finale, per poi essere estromessa dal torneo dal Salisburgo. In campionato si piazza a molti punti di distanza dalla vetta, ma riesce a ottenere il quarto posto, valevole per la qualificazione alla Champions League. Qui il club tedesco viene inserito nel girone A assieme ad Atletico Madrid, Club Brugge e Monaco, gruppo che viene concluso al primo posto con 13 punti (alla pari con gli spagnoli).
Dal maggio 2018 siede sulla panchina del Borussia Dortmund Lucien Favre. Nella Fußball-Bundesliga 2018-2019, dopo 15 partite senza sconfitte e con un +9 sui rivali del Bayern Monaco, i gialloneri subiscono la prima sconfitta in campionato, nella partita persa per 2-1 sul campo del Fortuna Düsseldorf. Il percorso in UEFA Champions League, dopo la vittoria del girone con l'Atlético Madrid, si conclude agli ottavi di finale contro il Tottenham, contro cui il Borussia perde entrambe le sfide. Nella stagione 2019-2020 il Borussia vince la Supercoppa di Germania contro il Bayern e si piazza al secondo posto in Bundesliga, mentre in UEFA Champions League la squadra viene eliminata agli ottavi dal Paris Saint-Germain. La stagione 2020-2021 si apre con la sconfitta in Supercoppa di Germania per 3-2 contro il Bayern Monaco e prosegue con buoni risultati in Champions, ma alcuni passi falsi in campionato inducono la dirigenza a esonerare Favre dopo undici giornate, con la squadra al quinto posto. Il successore Edin Terzić, che assume la guida della squadra ad interim sino alla fine della stagione, riesce a condurre i suoi alla vittoria della Coppa di Germania, ottenuta battendo in finale l'RB Lipsia per 4-1. Nel 2021-2022 e nel 2022-2023 la squadra si piazza seconda in Bundesliga, avendo perso, nel secondo caso, il titolo all'ultima giornata a vantaggio del Bayern Monaco per la differenza reti. Nella stagione 2023-2024, conclusa al quinto posto in Bundesliga, la squadra raggiunge per la terza volta la finale della UEFA Champions League, dove viene sconfitta per 2-0 dal Real Madrid.